# کوایوک
کوایوک (به لاتین: Kuajok) یک شهر در سودان جنوبی است که در ایالت واراب واقع شده‌است.

## خصوصیات
کوایوک ۷۸٬۱۱۱ نفر جمعیت دارد و ۴۱۵ متر بالاتر از سطح دریا واقع شده‌است.